# Кумо-Манычская впадина
Ку́мо-Ма́нычская впа́дина (по названиям рек Кума и Маныч) — узкая низменность, разделяющая Ергенинскую и Ставропольскую возвышенности. Является древним проливом, соединявшим в геологическом прошлом Чёрное и Каспийское моря. В настоящее время соединяет Кубано-Приазовскую и Прикаспийскую низменности. Также известна как Кумо-Манычская низменность и Кумо-Манычский перешеек.
Ширина 20—30 км (в центральной части до 1—2 км), длина более 500 км. В одном из вариантов проведения границы между Азией и Европой граница проходит по Кумо-Манычской впадине.
17—15 тысяч лет назад Новоэвксинский бассейн соединялся с Раннехвалынским бассейном Маныч-Керченского пролива.

## Рельеф и геологическое строение
Кумо-Манычская впадина имеет тектоническое происхождение и расположена в прогибе, который унаследован от зоны разломов фундамента, отделяющей вал Карпинского от Ставропольского свода, и его история прослеживается с начала формирования платформенного чехла Скифской плиты. Отрицательная структура фундамента выражалась в рельефе в виде низменности ещё в пермо-триасе (примерно 250 миллионов лет назад). В позднем мелу структуры интенсивно погружались и покрывались морем. Возродившись, прогиб этот вновь оформился как структура рельефа в среднем и верхнем плиоцене, то есть 2—3 миллиона лет назад.
Наибольшей высоты Манычская впадина достигает в своей центральной части (примерно от села Дивного до посёлка Зунда Толга), но и этот уровень поднимается над уровнем моря всего лишь на 20 с небольшим метров

## Гидрография

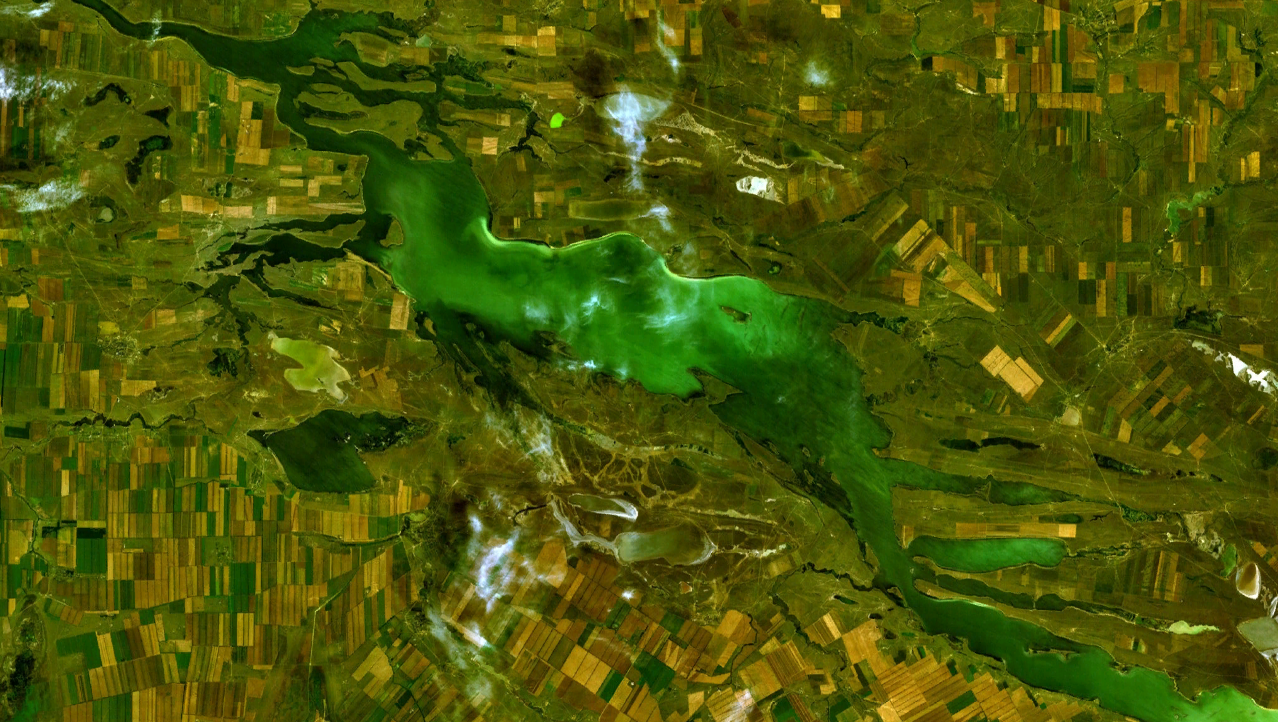
Озеро Маныч-Гудило — центральная часть Кумо-Манычской впадины

Гидрографическая сеть Кумо-Манычской впадины развита относительно слабо. Густота речной сети на большей части составляет 0,2—0,3 км/км². До 1932 года гидрографическая сеть низменности была в основном естественной, а водные объекты были представлены реками, озёрами и незначительным числом прудов. Основные реки впадины — Западный и Восточный Маныч, первая из которых относится к бассейну Азовского моря, а вторая — Каспийского. Особенностью этих рек на этот период являлась их маловодность и то, что река Калаус была бифуркирующей — сток её шёл как в Западный, так и в Восточный Маныч, причём вплоть до 1960-х годов основная часть воды поступала в Восточный Маныч.
До 1932—1940 годов Западный Маныч, а до 1969 года Восточный Маныч в маловодные годы и даже в годы со средней водностью в отдельные месяцы пересыхали, а зимой промерзали, превращаясь в цепочку не соединённых между собой плёсов. Вода в реках была сильно минерализована, насыщена солями и опреснялась только в период весеннего половодья. Аналогичные процессы отмечались и на озёрах.
В XX веке гидросистема Манычской впадины была преобразована человеком: создан каскад водохранилищ на Западном Маныче (Пролетарское, Весёловское и Усть-Манычское) и Чограйское водохранилище на Восточном Маныче, а для обеспечения полноводности и опреснения в Маныч по нескольким магистральным каналам перебрасывается вода рек Дон и Кубань. В долинах рек, где образовывались водохранилища, были затоплены как небольшие, так и крупные озёра. В устьевой части реки Калаус была построена глухая плотина, прекратившая сток этой реки в Восточный Маныч.
Особенностью гидрографической сети Кумо-Манычской впадины является густая сеть каналов, распределителей, дрен и коллекторов. Большая часть из них создана с целью орошения и обводнения засушливых степных районов, а также для обеспечения судоходства на реке Западный Маныч.